# Nigeria na Letnich Igrzyskach Olimpijskich 1996
Nigerię na Letnich Igrzyskach Olimpijskich 1996 reprezentowało 71 zawodników: 55 mężczyzn i 16 kobiet. Był to 11 start reprezentacji Nigerii na letnich igrzyskach olimpijskich. Był to dotychczas najlepszy występ (pod względem liczby zdobytych medali) reprezentacji Nigerii na igrzyskach olimpijskich.
| Medal  | Zawodnik | Dyscyplina    | Konkurencja                                    | Rezultat                                      |
| ------ | --- | ------------- | ---------------------------------------------- | --------------------------------------------- |
| Złoto  | Celestine Babayaro Taribo West Nwankwo Kanu Uche Okechukwu Emmanuel Amunike Tijani Babangida Wilson Oruma Teslim Fatusi Jay-Jay Okocha Victor Ikpeba Abiodun Obafemi Garba Lawal Daniel Amokachi Sunday Oliseh Mobi Oparaku Joseph Dosu | Piłka nożna   | turniej mężczyzn                               | w finale pokonali zespół Argentyny 3:2        |
| Złoto  | Chioma Ajunwa | Lekkoatletyka | skok w dal kobiet                              | 7,12 m                                        |
| Srebro | Olabisi Afolabi Fatima Yusuf Charity Opara Falilat Ogunkoya | Lekkoatletyka | sztafeta 4 × 400 m kobiet                      | 3:21,04 s                                     |
| Brąz   | Duncan Dokiwari | Boks          | kategoria superciężka mężczyzn (powyżej 91 kg) | w półfinale przegrał z Paea Wolfgramm z Tonga |
| Brąz   | Mary Onyali-Omagbemi | Lekkoatletyka | bieg na 200 m kobiet                           | 22,38 s                                       |
| Brąz   | Falilat Ogunkoya | Lekkoatletyka | bieg na 400 m kobiet                           | 49,10 s                                       |

## Skład kadry

### Badminton
- Kayode Akinsanya – gra pojedyncza mężczyzn – 33. miejsce,
- Obigeli Olorunsola – gra pojedyncza kobiet – 17. miejsce,
- Obigeli Olorunsola, Kayode Akinsanya – gra mieszana – 17. miejsce

### Boks
Mężczyźni
- Kehinde Aweda – waga kogucia (do 54 kg) – 17. miejsce,
- Daniel Attah – waga piórkowa (do 57 kg ) – 9. miejsce,
- Albert Eromosele – waga lekkośrednia (do 71 kg) – 17. miejsce,
- Duncan Dokiwari – waga superciężka (powyżej 91 kg) – 3. miejsce

### Piłka nożna
Mężczyźni
- Celestine Babayaro, Taribo West, Nwankwo Kanu, Uche Okechukwu, Emmanuel Amunike, Tijani Babangida, Wilson Oruma, Teslim Fatusi, Jay-Jay Okocha, Victor Ikpeba, Abiodun Obafemi, Garba Lawal, Daniel Amokachi, Sunday Oliseh, Mobi Oparaku, Joseph Dosu – turniej mężczyzn -1. miejsce

### Judo
Mężczyźni
- Suleman Musa – waga do 78 kg – 21. miejsce

### Lekkoatletyka
Mężczyźni
- Davidson Ezinwa – bieg na 100 m – 6. miejsce,
- Deji Aliu – bieg na 100 m – odpadł w ćwierćfinale,
- Olapade Adeniken – bieg na 100 m – odpadł w ćwierćfinale,
- Francis Obikwelu – bieg na 200 m – odpadł w półfinale,
- Seun Ogunkoya – bieg na 200 m – odpadł w ćwierćfinale,
- Sunday Bada – bieg na 400 m – odpadł w półfinale
- Clement Chukwu – bieg na 400 m – odpadł w ćwierćfinale,
- Jude Monye – bieg na 400 m – odpadł w ćwierćfinale (nie ukończył biegu)
- Deji Aliu, Osmond Ezinwa, Francis Obikwelu, Davidson Ezinwa – sztafeta 4 × 100 m – odpadli w półfinale (nie ukończyli biegu)
- Udeme Ekpenyong, Clement Chukwu, Ayuba Machem, Sunday Bada – sztafeta 4 × 400 m – odpadli w półfinale (dyskwalifikacja)
- William Erese – bieg na 110 m przez płotki – odpadł w eliminacjach,
- Moses Oyiki – bieg na 110 m przez płotki – odpadł w eliminacjach,
- Steve Adegbite – bieg na 110 m przez płotki – odpadł w eliminacjach,
- Kehinde Aladefa – bieg na 400 m przez płotki – odpadł w eliminacjach,
- Festus Igbinoghene – trójskok – 35. miejsce,
- Chima Ugwu – pchnięcie kulą – 25. miejsce,
- Adewale Olukoju – rzut dyskiem – 17. miejsce,
- Pius Bazighe – rzut oszczepem – 32. miejsce

Kobiety
- Mary Onyali-Omagbemi – bieg na 100 m – 7. miejsce,
- Chioma Ajunwa – bieg na 100 m – odpadła w półfinale,
- Mary Tombiri-Shirey – bieg na 100 m – odpadła w ćwierćfinale,
- Mary Onyali-Omagbemi – bieg na 200 m – 3. miejsce,
- Calister Ubah – bieg na 200 m – odpadła w ćwierćfinale,
- Chioma Ajunwa, Mary Tombiri-Shirey, Christy Opara-Thompson, Mary Onyali-Omagbemi – sztafeta 4 × 100 m – 5. miejsce
- Falilat Ogunkoya – bieg na 400 m – 3. miejsce,
- Fatima Yusuf – bieg na 400 m – 6. miejsce,
- Olabisi Afolabi – bieg na 400 m – odpadła w półfinale,
- Olabisi Afolabi, Fatima Yusuf, Charity Opara, Falilat Ogunkoya – sztafeta 4 × 400 m – 2. miejsce,
- Angela Atede – bieg na 100 m przez płotki – odpadła w ćwierćfinale,
- Taiwo Aladefa – bieg na 100 m przez płotki – odpadła w ćwierćfinale,
- Ime Akpan – bieg na 100 m przez płotki – odpadła w ćwierćfinale,
- Lade Akinremi – bieg na 400 m przez płotki – odpadła w eliminacjach,
- Chioma Ajunwa – skok w dal – 1. miejsce

### Podnoszenie ciężarów
Mężczyźni
- Mojisola Oluwa – kategoria do 70 kg – 18. miejsce

### Tenis stołowy
Mężczyźni
- Segun Toriola – gra pojedyncza – 33. miejsce,
- Sule Olaleye – gra pojedyncza – 49. miejsce,
- Segun Toriola, Sule Olaleye – gra podwójna – 17. miejsce

Kobiety
- Bose Kaffo – gra pojedyncza – 49. miejsce,
- Funke Oshonaike – gra pojedyncza – 49. miejsce,
- Bose Kaffo, Funke Oshonaike – gra podwójna – 25. miejsce

### Tenis ziemny
Mężczyźni
- Sule Ladipo – gra pojedyncza – 33. miejsce

### Zapasy
Mężczyźni
- Tiebiri Godswill – styl klasyczny waga do 52 kg – 17. miejsce,
- Isaac Jacob – styl wolny waga do 48 kg – 9. miejsce,
- Ibo Oziti – styl wolny waga do 68 kg – 18. miejsce,
- Victor Kodei – styl wolny – waga do 90 kg – 6. miejsce